# هرشوایلر-پترسهایم
هرشوایلر-پترسهایم (به آلمانی: Herschweiler-Pettersheim) یک شهر در آلمان است که در گلان-مونشوایلر (فرباندسگماینده) واقع شده‌است. هرشوایلر-پترسهایم ۱٬۳۴۸ نفر جمعیت دارد.